# Guiard van Laon
Guiard van Laon († 1247) was van 1238 tot aan zijn dood in 1247 bisschop van Kamerijk. Zoals toen gebruikelijk was, werd hij aangesteld op voorspraak van de Franse koning binnen wiens invloedssfeer het bisdom Kamerijk viel.
Guiard leidde tussen 1238 en 1240 een synode in zijn bisdom die leidde tot een codificatie van de regels en voorschriften inzake de praktische theologie in het bisdom. In deze synodale statuten werden bijvoorbeeld de regels voor de bediening van de sacramenten vastgelegd. Het bisdom Kamerijk was hiermee een van de eerste bisdommen in de Nederlanden dat hiertoe overging, overeenkomstig de besluiten van het Lateraans Concilie.
Guiard stierf tijdens een verblijf in de Abdij van Affligem.
- Biografisch Portaal: 45742394
- Digitale Bibliotheek voor de Nederlandse Letteren: laud006
- Gemeinsame Normdatei: 10247432X
- Virtual International Authority File: 268936020